# مسجد كتشيب
مسجد كتشيب هو مسجد تاريخي يعود إلى عصر الدولة الصفوية، ويقع في أردكان.